# Запис Андрејића храст (Рајкинац)
Запис Андрејића храст (Рајкинац) се налази на парцели чији је власник Андрејић Браниша, Снежана и Љиљана.

## Локација
| Општина             | Јагодина                                                                    |
| Катастарска општина | Рајкинац                                                                    |
| Потес               | Стари део                                                                   |
| Координате          | 44° 04′ 22″ С; 21° 15′ 13″ И / 44.072699999999998° С; 21.253699999999998° И |
| Надморска висина    | 158m                                                                        |

## Карактеристике
Дендрометријске вредности утврђене на терену и сателитским снимцима:
| Стабло                     | Храст |
| Висина стабла              | m     |
| Обим дебла                 | m     |
| Пречник крошње             | 29m   |
| Пречник дебла              | m     |
| Висина дебла до прве гране | m     |

## База записа
Запис је у оквиру Викимедија пројекта "Запис - Свето дрво" заведен под редним бројем 0683.